# Катычияха
Катычияха (устар. Котучи-Яга) — река в России, протекает по территории Надымского района Ямало-Ненецкого автономного округа. Устье реки находится в 68 км по левому берегу реки Татляхаяха. Длина реки — 80 км.
- В 28 км от устья по правому берегу реки впадает река Юмпусьяха.

## Данные водного реестра
По данным государственного водного реестра России относится к Нижнеобскому бассейновому округу, водохозяйственный участок реки — Надым. Речной бассейн реки — Надым.